# Cloderico
Cloderico, in francese Clodéric, detto il Parricida, (... – 508) è stato un re dei Franchi Ripuari a Colonia dal 507 al 508. Era il figlio di Sigiberto lo Zoppo, re dei Franchi di Colonia.

## Biografia
Gregorio di Tours racconta che Cloderico il Parricida combatté a fianco di Clodoveo I nella battaglia di Vouillé contro il re visigoto Alarico II. Qualche tempo dopo la campagna, Clodoveo inviò un messaggio a Cloderico dicendogli che se Sigiberto fosse morto, Cloderico avrebbe ereditato sia il regno e guadagnato la sua amicizia. Cloderico organizzò quindi l'omicidio di suo padre, ma venne assassinato poco dopo dagli inviati di Clodoveo, annettendo il regno di Colonia.
Lo scrittore Georges Bordonove ha fatto però notare che Clodoveo non usò mai mezzi così subdoli per eliminare gli altri re franchi: egli infatti attaccò Cararico, lo fa prigioniero, così come i suoi figli, li fece tonsurare e li ordinò rispettivamente sacerdote e diaconi, poi cambiò idea e li fece giustiziare, temendo una rivolta futura. Egli attaccò direttamente Ragnachaire, re di Cambrai, dopo aver corrotto parte del suo esercito; egli lo catturò assieme al fratello Richer e li fece giustiziare. Fece uccidere anche un altro re, Ragnomer. Si può sostenere che Clodoveo non avesse rimostranze contro Cloderico mentre si occupava di Cararico e Ragnachaire, ma Gregorio di Tours non menziona particolari rimostranze nei confronti dei figli di Cararico, Richer o Ragnomer.
Dopo la morte di Cloderico il Parricida, i Franchi Ripuari poterono eleggere come re Clodoveo e lo issarono sui loro scudi; essi rimasero fedeli anche al figlio di Clodoveo, Teodorico I dopo la divisione del regno franco del 511, a parte durante l'episodio della rivolta di Munderico nel 534. Sembra dubbio che i Franchi Ripuari avrebbero potuto mostrato tanta lealtà se Clodoveo fosse stato l'assassino di due dei loro re. Godefroid Kurth, seguito oggi da Georges Bordonove, offre un'altra interpretazione di questo episodio: Cloderico aiutò Clodoveo a prendere l'Aquitania, dopo la vittoria di Vouillé ma Sigiberto viene assassinato in un'imboscata nella foresta di Buconia. Cloderico ritornò in fretta a Colonia per essere riconosciuto come re, ma morì poco dopo, forse ucciso durante i disordini che seguirono la morte di suo padre. Dato che non aveva figli adulti a succedergli, scoppiò l'anarchia a Colonia e Clodoveo vi si recò per metter fine a questa situazione, venendo quindi eletto re di Colonia dai Franchi. Per il popolo il primo omicidio rimase un evento misterioso e la voci popolari accusarono chi poteva approfittarne del crimine: si accusò quindi Cloderico di aver ucciso suo padre, poi venne a sua volta accusato Clodoveo dello stesso crimine contro Cloderico. Queste voci furono riprese da Gregorio di Tours, qualche decennio dopo.

## Famiglia e figli
Sposò una agilolfingia. Nessuna fonte menziona dei figli, ma gli può essere attribuito:
- Munderico, pretendente austrasiano. La Vita di san Gandolfo, vescovo di Tongeren, scritto nel XII secolo, sostiene che san Gandolfo provenisse da un ramo dei re Franchi del parricida Cloderico e che figlio del defunto Munderico, che re Teodorico mise a morte. La fonte inoltre aggiunge: «Il giudizio di Dio è iniziato quando ha permesso a Munderico di morire di spada, lui, il figlio del parricida Cloderico». Cronologicamente, Munderico non può che essere il figlio di Cloderico.[4] Esso ebbe come figlio Mommolino e a sua volta ebbe Bodegiselo, probabile padre di Arnolfo di Metz. Cloderico sarebbe quindi un ascendente maschile diretto degli Arnolfingi.
- Una figlia sposata con un membro della famiglia Ferreoli e madre di Agilulfo, vescovo di Metz, e di Ansberto il Senatore. Ci sono molte coincidenze onomastiche tra i discendenti di Munderico e la famiglia di Ansberto. Alla fine dell'VIII secolo, Paolo Diacono, generalmente ben informato, scrive che il vescovo Agilulfo di Metz era il figlio di una figlia di Clodoveo. Christian Settipani ha suggerito che Chlodoricus (cioè Cloderico) interpretato da paolo Diacono in Chlodovicus (cioè Clodoveo).[4]
- Doda di Reims, seconda badessa dell'abbazia di Saint-Pierre a Reims. Potrebbe essere però stata solo la nipote di Cloderico.[Note 2] Nel X secolo Flodoardo di Reims, nella sua Historia ecclesiæ Remensis cita i fondatori dell'abbazia di Saint-Pierre-les-Dames: essi erano un sacerdote di nome Balderico e sua sorella Boba (che in seguito divenne santa Beuve), figlio di un re Sigiberto. Boba divenne la prima badessa, seguita dalla nipote Doda. Dal momento che la fondazione è stata fatta con l'aiuto di san Remigio, il re Sigeberto non può essere Sigeberto I, ma Sigiberto lo Zoppo. Si dice che santa Doda fosse la figlia di Cloderico, l'unico fratello noto di Balderico e Boba, ma potrebbe anche essere quello di un altro fratello o sorella sconosciuti.[4]

Il nome di Agilulfo portato da un nipote di Cloderico mostra una relazione con gli Agilolfingi. La discendenza paterna del vescovo di Metz è esclusivamente gallo-romana e la parentela può passare solo attraverso la madre di Agilulfo. Christian Settipani propone di vedere nella moglie del Clodorico il Parricida una prozia Garibaldo I, primo duca di Baviera, il primo agilolfinge individuabile con certezza.

### Albero genealogico
|  |  |  |  |  |  |  |  |  |  |  |  |                                                |                                                |                                                |                                                |                                                |                                                |  |  |  |  |                                           |                                           |                                           |                                           |                                           |                                           |                                      |                                      |                                                                 |                                                                 |                                                                 |                                                                 |                                                                 |                                                                 | Sigiberto lo Zoppo († 507) re di Colonia |                                |                                                                    |                                                                    |                                                                    |                                                                    |                                                                    |                                                                    |  |  |  |  |                            |                            |                            |                            |                            |                            |  |  |  |  |                 |                 |                 |                 |                 |                 |  |  |                                                                     |                                                                     |                                                                     |                                                                     |                                                                     |                                                                     |  |  |  |  |  |  |  |  |  |  |  |  |
|  |  |  |  |  |  |  |  |  |  |  |  |                                                |                                                |                                                |                                                |                                                |                                                |  |  |  |  |                                           |                                           |                                           |                                           |                                           |                                           |                                      |                                      |                                                                 |                                                                 |                                                                 |                                                                 |                                                                 |                                                                 |                                          |                                |                                                                    |                                                                    |                                                                    |                                                                    |                                                                    |                                                                    |  |  |  |  |                            |                            |                            |                            |                            |                            |  |  |  |  |                 |                 |                 |                 |                 |                 |  |  |                                                                     |                                                                     |                                                                     |                                                                     |                                                                     |                                                                     |  |  |  |  |  |  |  |  |  |  |  |  |
|  |  |  |  |  |  |  |  |  |  |  |  |                                                |                                                |                                                |                                                |                                                |                                                |  |  |  |  |                                           |                                           |                                           |                                           |                                           |                                           |                                      |                                      |                                                                 |                                                                 |                                                                 |                                                                 |                                                                 |                                                                 |                                          |                                |                                                                    |                                                                    |                                                                    |                                                                    |                                                                    |                                                                    |  |  |  |  |                            |                            |                            |                            |                            |                            |  |  |  |  |                 |                 |                 |                 |                 |                 |  |  |                                                                     |                                                                     |                                                                     |                                                                     |                                                                     |                                                                     |  |  |  |  |  |  |  |  |  |  |  |  |
|  |  |  |  |  |  |  |  |  |  |  |  | uomo dal nome sconosciuto agilolfinge          | uomo dal nome sconosciuto agilolfinge          | uomo dal nome sconosciuto agilolfinge          | uomo dal nome sconosciuto agilolfinge          | uomo dal nome sconosciuto agilolfinge          | uomo dal nome sconosciuto agilolfinge          |  |  |  |  | donna dal nome sconosciuto agilolfinge    | donna dal nome sconosciuto agilolfinge    | donna dal nome sconosciuto agilolfinge    | donna dal nome sconosciuto agilolfinge    | donna dal nome sconosciuto agilolfinge    | donna dal nome sconosciuto agilolfinge    |                                      |                                      |                                                                 |                                                                 |                                                                 |                                                                 | Cloderico (†508) re di Colonia                                  | Cloderico (†508) re di Colonia                                  | Cloderico (†508) re di Colonia           | Cloderico (†508) re di Colonia | Cloderico (†508) re di Colonia                                     | Cloderico (†508) re di Colonia                                     |                                                                    |                                                                    |                                                                    |                                                                    |  |  |  |  | donna dal nome sconosciuto | donna dal nome sconosciuto | donna dal nome sconosciuto | donna dal nome sconosciuto | donna dal nome sconosciuto | donna dal nome sconosciuto |  |  |  |  | Balderico prete | Balderico prete | Balderico prete | Balderico prete | Balderico prete | Balderico prete |  |  | Santa Beuve di Reims badessa dell'abbazia di Saint-Pierre-les-Dames | Santa Beuve di Reims badessa dell'abbazia di Saint-Pierre-les-Dames | Santa Beuve di Reims badessa dell'abbazia di Saint-Pierre-les-Dames | Santa Beuve di Reims badessa dell'abbazia di Saint-Pierre-les-Dames | Santa Beuve di Reims badessa dell'abbazia di Saint-Pierre-les-Dames | Santa Beuve di Reims badessa dell'abbazia di Saint-Pierre-les-Dames |  |  |  |  |  |  |  |  |  |  |  |  |
|  |  |  |  |  |  |  |  |  |  |  |  | uomo dal nome sconosciuto agilolfinge          | uomo dal nome sconosciuto agilolfinge          | uomo dal nome sconosciuto agilolfinge          | uomo dal nome sconosciuto agilolfinge          | uomo dal nome sconosciuto agilolfinge          | uomo dal nome sconosciuto agilolfinge          |  |  |  |  | donna dal nome sconosciuto agilolfinge    | donna dal nome sconosciuto agilolfinge    | donna dal nome sconosciuto agilolfinge    | donna dal nome sconosciuto agilolfinge    | donna dal nome sconosciuto agilolfinge    | donna dal nome sconosciuto agilolfinge    |                                      |                                      |                                                                 |                                                                 |                                                                 |                                                                 | Cloderico (†508) re di Colonia                                  | Cloderico (†508) re di Colonia                                  | Cloderico (†508) re di Colonia           | Cloderico (†508) re di Colonia | Cloderico (†508) re di Colonia                                     | Cloderico (†508) re di Colonia                                     |                                                                    |                                                                    |                                                                    |                                                                    |  |  |  |  | donna dal nome sconosciuto | donna dal nome sconosciuto | donna dal nome sconosciuto | donna dal nome sconosciuto | donna dal nome sconosciuto | donna dal nome sconosciuto |  |  |  |  | Balderico prete | Balderico prete | Balderico prete | Balderico prete | Balderico prete | Balderico prete |  |  | Santa Beuve di Reims badessa dell'abbazia di Saint-Pierre-les-Dames | Santa Beuve di Reims badessa dell'abbazia di Saint-Pierre-les-Dames | Santa Beuve di Reims badessa dell'abbazia di Saint-Pierre-les-Dames | Santa Beuve di Reims badessa dell'abbazia di Saint-Pierre-les-Dames | Santa Beuve di Reims badessa dell'abbazia di Saint-Pierre-les-Dames | Santa Beuve di Reims badessa dell'abbazia di Saint-Pierre-les-Dames |  |  |  |  |  |  |  |  |  |  |  |  |
|  |  |  |  |  |  |  |  |  |  |  |  |                                                |                                                |                                                |                                                |                                                |                                                |  |  |  |  |                                           |                                           |                                           |                                           |                                           |                                           |                                      |                                      |                                                                 |                                                                 |                                                                 |                                                                 |                                                                 |                                                                 |                                          |                                |                                                                    |                                                                    |                                                                    |                                                                    |                                                                    |                                                                    |  |  |  |  |                            |                            |                            |                            |                            |                            |  |  |  |  |                 |                 |                 |                 |                 |                 |  |  |                                                                     |                                                                     |                                                                     |                                                                     |                                                                     |                                                                     |  |  |  |  |  |  |  |  |  |  |  |  |
|  |  |  |  |  |  |  |  |  |  |  |  |                                                |                                                |                                                |                                                |                                                |                                                |  |  |  |  |                                           |                                           |                                           |                                           |                                           |                                           |                                      |                                      |                                                                 |                                                                 |                                                                 |                                                                 |                                                                 |                                                                 |                                          |                                |                                                                    |                                                                    |                                                                    |                                                                    |                                                                    |                                                                    |  |  |  |  |                            |                            |                            |                            |                            |                            |  |  |  |  |                 |                 |                 |                 |                 |                 |  |  |                                                                     |                                                                     |                                                                     |                                                                     |                                                                     |                                                                     |  |  |  |  |  |  |  |  |  |  |  |  |
|  |  |  |  |  |  |  |  |  |  |  |  | uomo dal nome sconosciuto agilolfinge          | uomo dal nome sconosciuto agilolfinge          | uomo dal nome sconosciuto agilolfinge          | uomo dal nome sconosciuto agilolfinge          | uomo dal nome sconosciuto agilolfinge          | uomo dal nome sconosciuto agilolfinge          |  |  |  |  | Munderico († 532) pretendente austrasiano | Munderico († 532) pretendente austrasiano | Munderico († 532) pretendente austrasiano | Munderico († 532) pretendente austrasiano | Munderico († 532) pretendente austrasiano | Munderico († 532) pretendente austrasiano |                                      |                                      | donna dal nome sconosciuto sposatasi con un nobile gallo-romano | donna dal nome sconosciuto sposatasi con un nobile gallo-romano | donna dal nome sconosciuto sposatasi con un nobile gallo-romano | donna dal nome sconosciuto sposatasi con un nobile gallo-romano | donna dal nome sconosciuto sposatasi con un nobile gallo-romano | donna dal nome sconosciuto sposatasi con un nobile gallo-romano |                                          |                                | santa Doda di Reims badessa dell'abbazia di Saint-Pierre-les-Dames | santa Doda di Reims badessa dell'abbazia di Saint-Pierre-les-Dames | santa Doda di Reims badessa dell'abbazia di Saint-Pierre-les-Dames | santa Doda di Reims badessa dell'abbazia di Saint-Pierre-les-Dames | santa Doda di Reims badessa dell'abbazia di Saint-Pierre-les-Dames | santa Doda di Reims badessa dell'abbazia di Saint-Pierre-les-Dames |  |  |  |  |                            |                            |                            |                            |                            |                            |  |  |  |  |                 |                 |                 |                 |                 |                 |  |  |                                                                     |                                                                     |                                                                     |                                                                     |                                                                     |                                                                     |  |  |  |  |  |  |  |  |  |  |  |  |
|  |  |  |  |  |  |  |  |  |  |  |  | uomo dal nome sconosciuto agilolfinge          | uomo dal nome sconosciuto agilolfinge          | uomo dal nome sconosciuto agilolfinge          | uomo dal nome sconosciuto agilolfinge          | uomo dal nome sconosciuto agilolfinge          | uomo dal nome sconosciuto agilolfinge          |  |  |  |  | Munderico († 532) pretendente austrasiano | Munderico († 532) pretendente austrasiano | Munderico († 532) pretendente austrasiano | Munderico († 532) pretendente austrasiano | Munderico († 532) pretendente austrasiano | Munderico († 532) pretendente austrasiano |                                      |                                      | donna dal nome sconosciuto sposatasi con un nobile gallo-romano | donna dal nome sconosciuto sposatasi con un nobile gallo-romano | donna dal nome sconosciuto sposatasi con un nobile gallo-romano | donna dal nome sconosciuto sposatasi con un nobile gallo-romano | donna dal nome sconosciuto sposatasi con un nobile gallo-romano | donna dal nome sconosciuto sposatasi con un nobile gallo-romano |                                          |                                | santa Doda di Reims badessa dell'abbazia di Saint-Pierre-les-Dames | santa Doda di Reims badessa dell'abbazia di Saint-Pierre-les-Dames | santa Doda di Reims badessa dell'abbazia di Saint-Pierre-les-Dames | santa Doda di Reims badessa dell'abbazia di Saint-Pierre-les-Dames | santa Doda di Reims badessa dell'abbazia di Saint-Pierre-les-Dames | santa Doda di Reims badessa dell'abbazia di Saint-Pierre-les-Dames |  |  |  |  |                            |                            |                            |                            |                            |                            |  |  |  |  |                 |                 |                 |                 |                 |                 |  |  |                                                                     |                                                                     |                                                                     |                                                                     |                                                                     |                                                                     |  |  |  |  |  |  |  |  |  |  |  |  |
|  |  |  |  |  |  |  |  |  |  |  |  |                                                |                                                |                                                |                                                |                                                |                                                |  |  |  |  |                                           |                                           |                                           |                                           |                                           |                                           |                                      |                                      |                                                                 |                                                                 |                                                                 |                                                                 |                                                                 |                                                                 |                                          |                                |                                                                    |                                                                    |                                                                    |                                                                    |                                                                    |                                                                    |  |  |  |  |                            |                            |                            |                            |                            |                            |  |  |  |  |                 |                 |                 |                 |                 |                 |  |  |                                                                     |                                                                     |                                                                     |                                                                     |                                                                     |                                                                     |  |  |  |  |  |  |  |  |  |  |  |  |
|  |  |  |  |  |  |  |  |  |  |  |  | Garibaldo I di Baviera († 592) duca di Baviera | Garibaldo I di Baviera († 592) duca di Baviera | Garibaldo I di Baviera († 592) duca di Baviera | Garibaldo I di Baviera († 592) duca di Baviera | Garibaldo I di Baviera († 592) duca di Baviera | Garibaldo I di Baviera († 592) duca di Baviera |  |  |  |  |                                           |                                           |                                           |                                           | san Agilulfo († 591) vescovo di Metz      | san Agilulfo († 591) vescovo di Metz      | san Agilulfo († 591) vescovo di Metz | san Agilulfo († 591) vescovo di Metz | san Agilulfo († 591) vescovo di Metz                            | san Agilulfo († 591) vescovo di Metz                            |                                                                 |                                                                 | Ansberto il Senatore                                            | Ansberto il Senatore                                            | Ansberto il Senatore                     | Ansberto il Senatore           | Ansberto il Senatore                                               | Ansberto il Senatore                                               |                                                                    |                                                                    |                                                                    |                                                                    |  |  |  |  |                            |                            |                            |                            |                            |                            |  |  |  |  |                 |                 |                 |                 |                 |                 |  |  |                                                                     |                                                                     |                                                                     |                                                                     |                                                                     |                                                                     |  |  |  |  |  |  |  |  |  |  |  |  |

## Fonti
(Gregorio di Tours, Storia dei Franchi, Libro II, XXXVII.)
(Gregorio di Tours, Storia dei Franchi, libro II, XL.)

### Annotazioni
1. ↑  In latino, questo primo nome germanico, che significa "illustre per il potere", è reso in Chlodoricus. La h non è tenuta in francese per i nomi Clovis, Clotaire, Clodomir, Cloud, Clodebaud; è quindi logico non tenerla per Clodéric, essendo la radice uguale.
2. ↑  Devono essere prese le considerazioni cronologiche su santa Beuve e santa Doda . Si veda a questo proposito l'articolo Beuve di Reims.

### Fonti
1. 1 2  Settipani, 1989 et Settipani, 2000
2. ↑  Kurth, 1893.
3. ↑  Bordonove, 1988.
4. 1 2 3  Settipani, 2000.